# Jõempa
Koordinaten: 58° 22′ N, 22° 19′ O
Jõempa ist ein Dorf (estnisch küla) auf der größten estnischen Insel Saaremaa. Es gehört zur Landgemeinde Saaremaa (bis 2017: Landgemeinde Lääne-Saare) im Kreis Saare.

## Einwohnerschaft und Lage
Das Dorf hat 28 Einwohner (Stand 1. Januar 2016). Seine Fläche beträgt 9,24 km².
Der Ort liegt 15 Kilometer nordwestlich der Inselhauptstadt Kuressaare. Er wurde erstmals 1542 unter dem Namen Jegenpe urkundlich erwähnt.